# Geografisch informatiesysteem

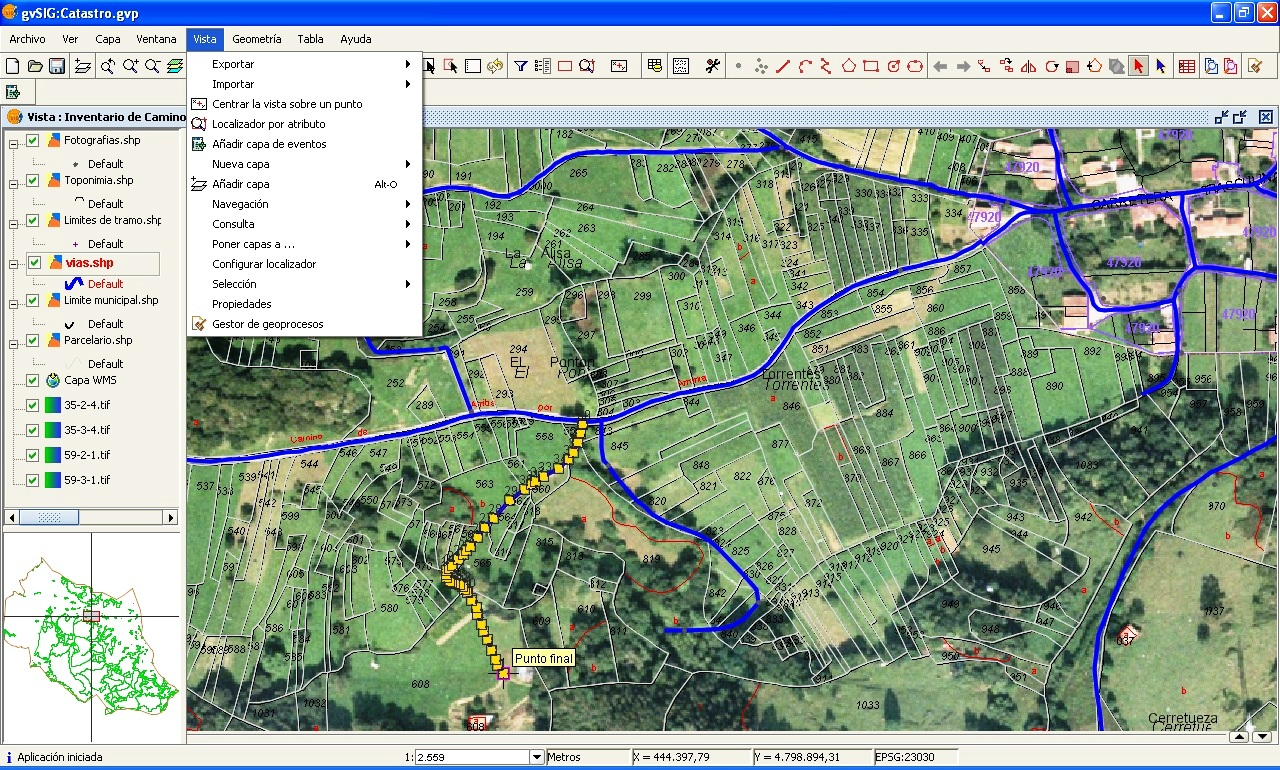
GvSIG

Een geografisch informatiesysteem (GIS) is een informatiesysteem waarmee (ruimtelijke) gegevens of informatie over geografische objecten, zogeheten geo-informatie kan worden opgeslagen, beheerd, bewerkt, geanalyseerd, geïntegreerd en gepresenteerd.
De plaats waar iets 'is' of 'gebeurt' is dus heel belangrijk. Tot het GIS in ruimere zin worden ook gerekend de procedures, de organisatie en het personeel en zeker niet op de laatste plaats, de data bij het toepassen van dit informatiesysteem. Een GIS-afdeling in een organisatie houdt zich dan ook vaak (bedrijfsbreed) bezig met wat men noemt de geo-informatievoorziening.
Een bijzonder soort op webservices gebaseerde GIS is een geo-portaal. Hierin wordt geo-informatie, afkomstig van meerdere organisaties, via geoservices gecombineerd.

## Algemeen
Een GIS is een operationeel, ondersteunend informatiesysteem (information support system) waarbij de data een geografische dimensie hebben, zodat deze gerelateerd kunnen worden naar een bepaalde plek op aarde. Het heeft drie praktische functies:
1. het omzetten van grote hoeveelheden topografische data in digitale vorm
2. het ontwikkelen van relationele database-managementsystemen
3. het zorgt voor nieuwe vormen van uitvoer van computers zoals plattegronden, kaarten en grafieken

Het wordt vooralsnog vooral gebruikt door geografen en de publieke sector, maar er is veel potentieel om relevante applicaties te ontwikkelen voor de private sector.
De kracht van een GIS ligt in het vastleggen, combineren, analyseren en presenteren van gegevens met een ruimtelijke component om zo informatie te verkrijgen. Veel gegevens en informatie bevatten een ruimtelijke component zodat die gegevens en informatie over objecten op een landkaart kunnen worden weergegeven (geocoderen) en vervolgens ruimtelijk met elkaar in verband kunnen worden gebracht. Het vastleggen waar zich iets bevindt, gebeurt in een referentiestelsel, in Nederland bijvoorbeeld in coördinaten van de Rijksdriehoeksmeting (RD).
De term GIS wordt ook voor andere systemen genoemd of in combinatie met andere systemen gebruikt. Zo komt men termen als GIS tegen in combinatie met computer-aided design (CAD), remote sensing (RS), automated mapping (AM) en facility management (FM), land information systems (LIS), ruimtelijke informatiesystemen (RIS) en de populaire routeplanners.
Met een GIS zijn deze relaties bovendien herkenbaar zichtbaar te maken: visualiseren of "in kaart brengen". Dit visualiseren is de grootste en bekendste toepassing van een GIS.
- Voorbeelden (figuren) van met een GIS geproduceerde kaarten zijn o.a. in het artikel 'Thematische kaart' te zien; hoe met een GIS 'goede' kaarten te maken zijn, is te lezen in het artikel 'Kaart (cartografie)'.

Naast visualisatie van geografisch gebonden informatie is de analyse van geografisch gebonden informatie een belangrijke toepassing binnen een GIS. Door bewerkingen, berekeningen en analyses binnen een GIS, is het mogelijk om objecten waarvan hun ligging ruimtelijk bekend is beter te beheren. Zou alleen van administratieve databases gebruik worden gemaakt, dan moeten bepaalde geografische attributen handmatig worden ingevoerd. Stel bijvoorbeeld dat een beheerder van alle afzonderlijke zendmasten de gemeente moet kennen voor bepaalde calamiteiten of verlenging van de vergunning. De beheerder moet dan van alle zendmasten de gemeente invoeren. En dat moet hij dan nog wijzigen bij elke gemeentelijke herindeling. Wanneer de geografische puntlocaties van de zendmasten bekend zijn en ook de omtrekken en daarmee de ingesloten vlakken van de gemeenten ingevoerd zijn in een GIS-systeem, is 'met één druk op de knop' elke zendmast te koppelen aan de juiste gemeente.
Een GIS heeft een grote meerwaarde voor het beheer van geografisch gebonden objecten en objecten die daarmee een relatie hebben. De meerwaarde is terug te vinden in actualiteit, consistentie, invoerefficiëntie en beschikbaarheid van extra attributen en extra functionaliteit.

## Gegevensbronnen: geo-informatie
In een GIS worden gegevens en informatie over geografische locatiegebonden objecten vastgelegd. Het kan daarbij gaan om reële objecten, zoals wegen, woningen en leidingen, en het kan gaan om virtuele objecten zoals bestuurlijke gebiedsindeling, eigendomsverhoudingen, bestemming.
De aanbieders van de voor GIS bruikbare basisgegevens vinden we bij: de overheid, de waterschappen, de universiteiten en profit- en non-profitorganisaties. Meestal moeten de gegevens eerst worden bewerkt om in een GIS gebruikt te kunnen worden. Gescande kaarten en luchtfoto moeten getransformeerd worden naar het gebruikte referentiesysteem (coördinatensysteem), we noemen dat registreren. Soms zijn de coördinaten al toegevoegd tijdens het meetproces met behulp van een global positioning system (GPS) of Location Based Services (LBS).
Vaak moeten data of attribuutwaarden worden gekoppeld aan een geografische positie of aan een geografisch object. We noemen dat ook wel geocoderen. Stel we hebben een ledenbestand op postcode en we hebben daarnaast een postcodebestand met de coördinaat van het zwaartepunt van zo'n gebied. We kunnen dan van alle leden via de postcode bepalen waar ze met al hun eigenschappen op een kaart geplot, verwerkt, geteld, geanalyseerd enz. moeten worden.
Voorbeelden van geografische gegevensbronnen zijn:
- Digitale bestemmingsplannen
- Digitale kaartbestanden van GIS Maatwerk en Advies/Afdeling GEO- informatie/Directie GEO/Kadaster (vestiging Zwolle) of Nutsbedrijven
- Luchtfoto's en satellietopnamen
- Actueel Hoogtebestand Nederland (AHN) met behulp van laseraltimetrie (zie LIDAR)
- Postcodebestand en de bestanden met alle postadressen.

Voorbeelden van locatiegebonden data zijn:
- Inventarisaties van flora en fauna per kilometervak
- Adressenbestanden en bevolkingsgegevens gekoppeld aan postcode
- Statistische gegevens van het Centraal Bureau voor Statistiek (CBS)
- Automatische waarnemingsstations van luchtkwaliteit en temperatuur.

Bij het combineren van gegevensbronnen dienen gebruiker en ontwerper van een GIS rekening te houden met het oorspronkelijke schaalniveau (dus ook: nauwkeurigheid) daarvan. Bij een goed GIS wordt niet elke gegevensbron met willekeurige schalen door elkaar gebruikt, omdat anders verkeerde conclusies over onderlinge ligging, afstand en relaties getrokken zouden kunnen worden. Dit geldt zowel voor (getalsmatige) analyses als voor kaartjes, producten die beiden door een GIS gefaciliteerd kunnen worden.

## Geovisualisatie en analyse

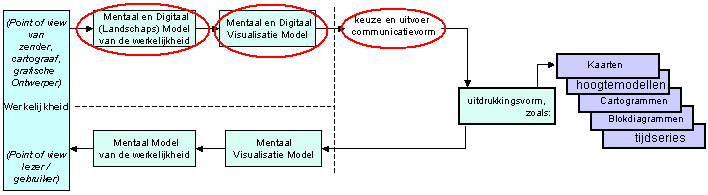
Een GIS is meer dan een 'kaartengenerator' omdat de gebruiker niet alleen toegang heeft tot de kaart /uitdrukkingsvorm, maar ook tot het digitale visualisatie- en digitale landschapsmodel. Deze meerwaarde/functionaliteit boven 'gewone' kaarten is met rood aangegeven.